# Flavopimpla fistulae
Flavopimpla fistulae är en stekelart som beskrevs av Gupta och Tikar 1976. Flavopimpla fistulae ingår i släktet Flavopimpla och familjen brokparasitsteklar. Inga underarter finns listade i Catalogue of Life.